# قبة الرادار

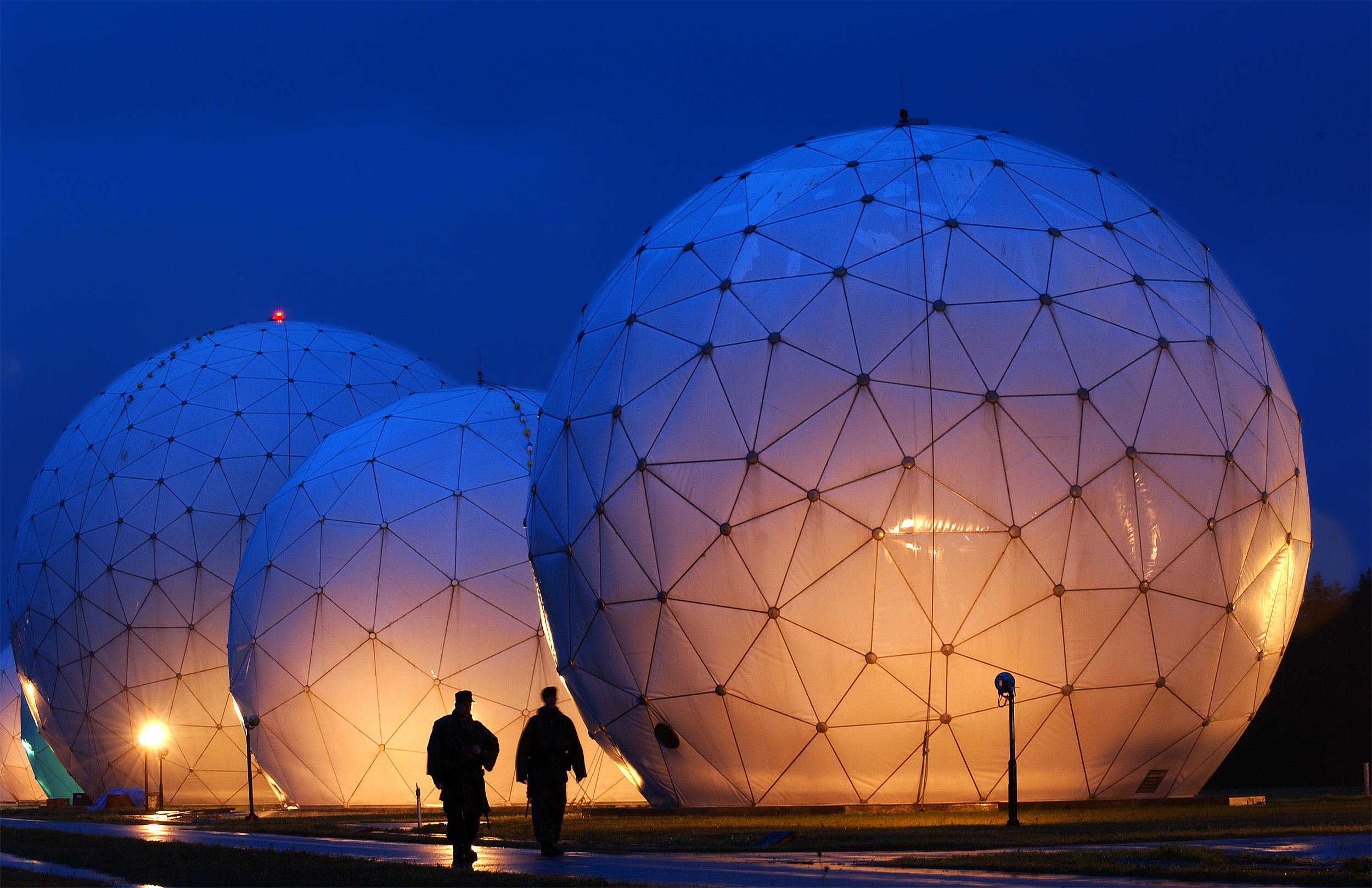
قبة رادار (قبراد) في قاعدة ميساوا الجوية في اليابان.

قبة الرادار (بالإنجليزية: Radome)‏ هي عبارة عن هيكل يستخدم لحماية هوائيات الردارات من العوامل الجوية. يراعي في المواد المستخدمة في صناعة القباب أن لا يكون لها أي تأثير على الإشارات المرسلة والمستقبلة بواسطة الهوائي. بمعني آخر فهذه القباب مصنوعة من مواد «شفافة» تقريباً بالنسبة لأمواج الراديو. كما أنها لا تؤثر علي عمل الهوائيات وإنما تعمل فقط علي حماية سطحها من العوامل الجوية وقد تستخدم أيضاً لإخفاء المعدات الإلكترونية المصاحبة للهوائي وكذلك لحماية الأشخاص (في حالة الهوائيات سريعة الدوران كالمستخدمة في الرادارات).
قباب الرادرات لها العديد من الاشكال (كروي، جيوديسي، مستوي، الخ...) وهناك العديد من المواد تستخدم في تصنيعها ( مثل الألياف الزجاجية، و PTFE)، ويعتمد الشكل وأنواع المادة المستخدمة أيضاً علي نوع التطبيق المستخدم. كما يستخدم بشكل واسع في حماية هوائيات الطائرات المقاتلة وطائرات التدريب من الاحتكاك بالهواء ( أو ما يسمى بمقاومة الموائع).

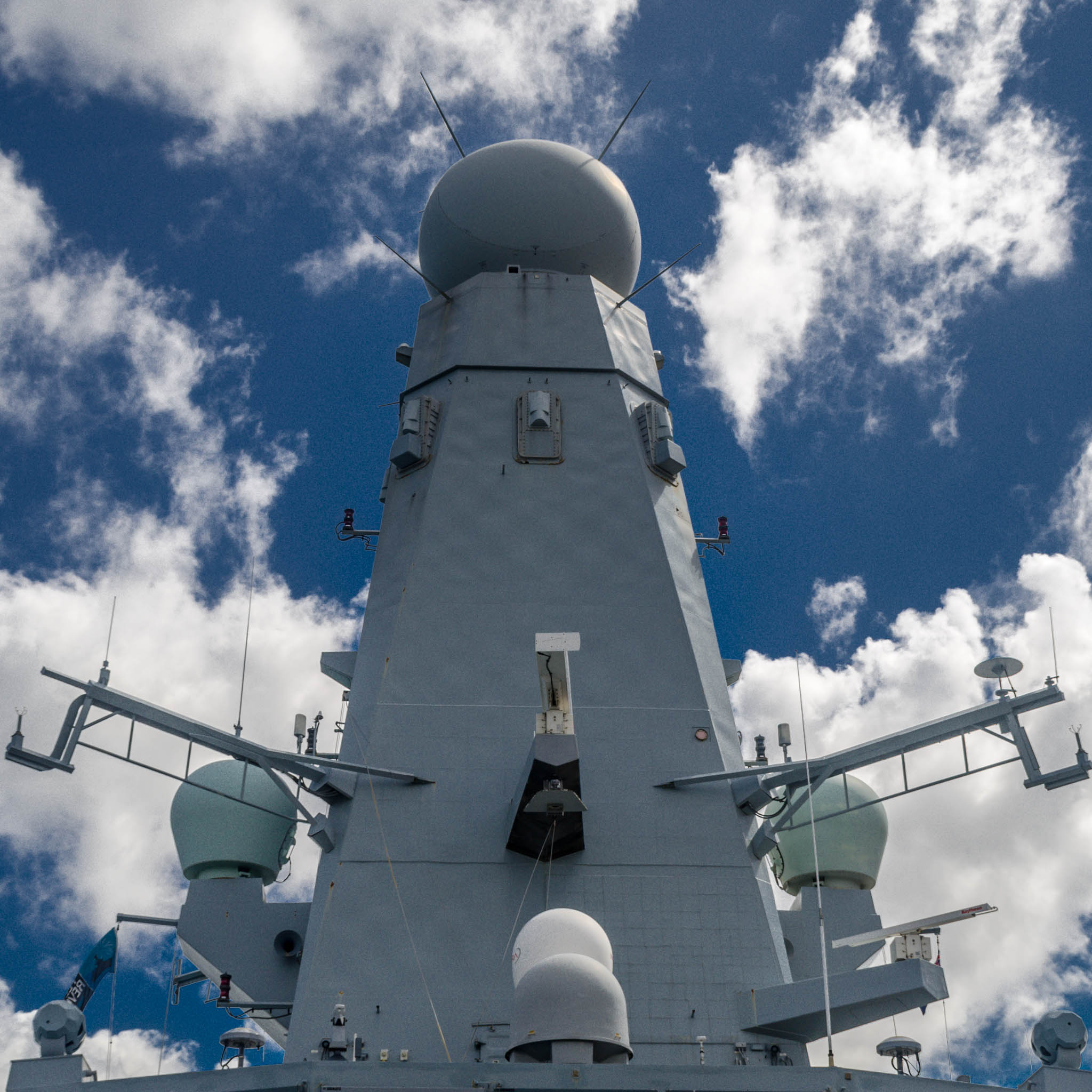
قبة رادار كروية مثبتة أعلى الصاري الرئيسي للمدمرة طراز ٤٥.

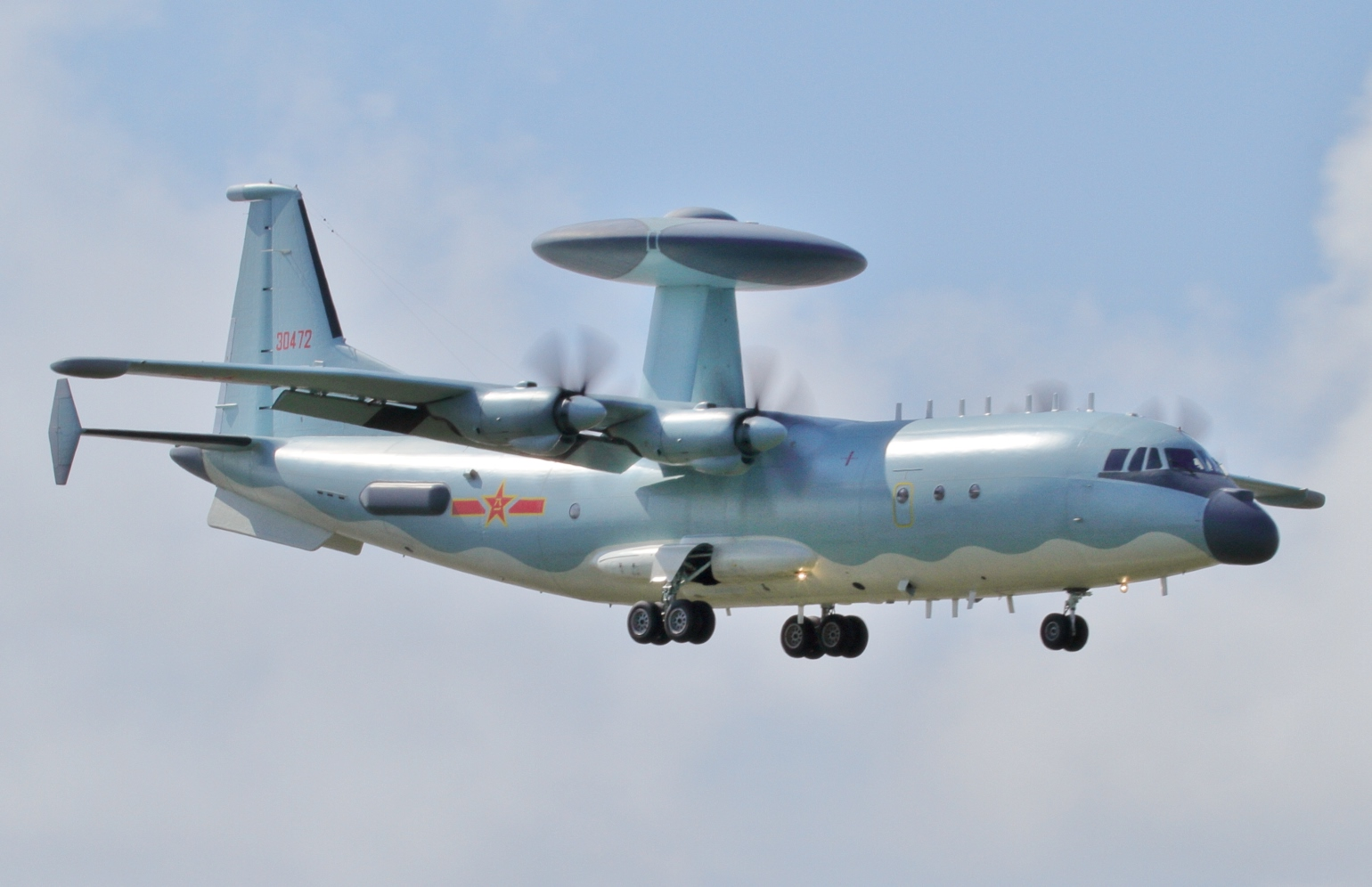
طائرة شنشي كيه جيه-500 للإنذار المبكر والتحكم الصينية، تظهر قبة رادار دائرية مُثبتة فوق جسم الطائرة.

في الطائرات، غالبًا ما تعمل المخاريط الأمامية كقباب رادار. في طائرات الإنذار المبكر والتحكم الجوي (AEWC) مثل الطائرة الصينية شنشي كيه جيه-500 (KJ-500)، تُركّب قبة رادار دائرية على شكل قرص، تُسمى غالبًا "القبة الدائرية"، أعلى هيكل الطائرة لتغطية مسح راداري بزاوية 360 درجة. بعض تكوينات الإنذار المبكر والتحكم الحديثة تستخدم ثلاث وحدات مصفوفة طورية بزاوية 120 درجة داخل قبة رادار ثابتة، ومن الأمثلة على ذلك طائرات KJ-2000 الصينية. في الطائرات ذات الأجنحة الثابتة والدوارة التي تستخدم الموجات الدقيقة (الميكروويف) والأقمار الصناعية للاتصالات خارج خط البصر، غالبًا ما تظهر قبب الرادار على شكل بثور منتفخة على جسم الطائرة.